# Eleonora Goldoni
Eleonora Goldoni (Finale Emilia, 1996. február 16. –) olasz női válogatott labdarúgó, a Sassuolo játékosa.

## Pályafutása
Finale Emiliában született Mario és Stefania Goldoni gyermekeként. Gyermekkorát Ferrarában töltötte és mozgás iránti elkötelezettségét több sportágban is megmutatta. Tenisz, torna, úszás, röplabda, kosárlabda és korcsolyázás is szerepelt kedvtelései között. Mindössze ötévesen részt vett egy mérkőzésen a Giuseppe Meazza Stadionban, melynek köszönhetően a későbbiekben több időt szentelt a labdarúgásra és két évvel később már szülővárosa korosztályos csapataiban kergette a labdát.

### Klubcsapatokban

#### Ferrara
A nemek közötti korhatár elérése után 2009-ben a helyi New Team Ferrara egyesületénél erősödött tovább. 2013-ban megnyerték a Serie C-t , emellett pedig gólérzékenységére is felhívta a figyelmet és 22 találatával gólkirálynői címet szerzett. Következő idényében a másodosztályban csapata 33 találatából 25-öt jegyzett. A regionális teremlabdarúgó tornákon 110 gólt és két futsal bajnoki címet is szerzett ferrarai éveiben.

#### ETSU Buccaneers
2015-ben a East Tennessee Állami Egyetemen (ETSU) folytatta tanulmányait és az NCAA bajnokságban vehetett részt többek között Sarah Zadrazil társaságában. Az itt töltött időszak alatt 36 gólt ért el, mellyel a Bucaneers legeredményesebb játékosa.

#### Internazionale
Visszatérve az Egyesült Államokból az Inter kínált fel számára egyéves szerződést, azonban csak 8 mérkőzésen tudott pályára lépni a kék-feketéknél.

#### Napoli
2020. július 11-én a Napoli együtteséhez írt alá, ahol első találatát a Milan ellen büntetőből értékesítette. Következő szezonjában kiérdemelte a csapatkapitányi karszalagot, azonban több sérüléssel is bajlódott az évad folyamán.

#### Sassuolo
A Sassuolo korábbi kiszemeltje 2022. július 5-én szerződött a Neroverdihez, de a folyamatos sérülések miatt nem tudott kibontakozni és a szezon végén távozott Sassuolóból.

#### Lazio
2023. augusztus 9-én a Lazióval kötött megállapodást és első évében 7 góljával segítette csapatát a Serie B bajnoki címéhez.

### A válogatottban
2018. február 28-án Svájc ellen szerepelt első alkalommal olasz színekben. A 2019-es vb-selejtezőkön két alkalommal lépett pályára.

## Sikerei

### Klubcsapatokban
Serie B bajnok (1):
- Lazio (1): 2023–24

 Serie C bajnok (1):
- New Team Ferrara (1): 2012–13

### Egyéni
- Az év egyetemi játékosa (ETSU) (1): 2017–18[7]

## Statisztikái

### Klubcsapatokban
2024. október 25-ével bezárólag
| Klub             | Szezon           | Bajnokság | Bajnokság | Kupa  | Kupa | Nemzetközi | Nemzetközi | Össz. | Össz. |
| Klub             | Szezon           | Mérk.     | Gól       | Mérk. | Gól  | Mérk.      | Gól        | Mérk. | Gól   |
| ---------------- | ---------------- | --------- | --------- | ----- | ---- | ---------- | ---------- | ----- | ----- |
| New Team Ferrara | 2012–13          | 26        | 22        | 6     | 2    | 0          | 0          | 26    | 22    |
| New Team Ferrara | 2013–14          | 24        | 25        | 2     | 0    | 0          | 0          | 24    | 25    |
| New Team Ferrara | 2014–15          | 25        | 7         | 2     | 0    | 0          | 0          | 25    | 7     |
| New Team Ferrara | Összesen         | 75        | 54        | 10    | 2    | 0          | 0          | 85    | 56    |
| ETSU Buccaneers  | 2015             | 8         | 2         | 0     | 0    | 0          | 0          | 8     | 2     |
| ETSU Buccaneers  | 2016             | 21        | 15        | 0     | 0    | 0          | 0          | 21    | 15    |
| ETSU Buccaneers  | 2017             | 19        | 11        | 0     | 0    | 0          | 0          | 19    | 4     |
| ETSU Buccaneers  | 2018             | 15        | 8         | 0     | 0    | 0          | 0          | 15    | 8     |
| ETSU Buccaneers  | Összesen         | 63        | 36        | 0     | 0    | 0          | 0          | 63    | 36    |
| Internazionale   | 2019–20          | 8         | 0         | 0     | 0    | 0          | 0          | 8     | 0     |
| Internazionale   | Összesen         | 8         | 0         | 0     | 0    | 0          | 0          | 8     | 0     |
| Napoli           | 2020–21          | 15        | 2         | 1     | 1    | 0          | 0          | 16    | 3     |
| Napoli           | 2021–22          | 19        | 5         | 1     | 1    | 0          | 0          | 20    | 6     |
| Napoli           | Összesen         | 34        | 7         | 2     | 2    | 0          | 0          | 36    | 9     |
| Sassuolo         | 2022–23          | 15        | 2         | 0     | 0    | 0          | 0          | 15    | 2     |
| Sassuolo         | Összesen         | 15        | 2         | 0     | 0    | 0          | 0          | 15    | 2     |
| Lazio            | 2023–2024        | 21        | 7         | 0     | 0    | 0          | 0          | 21    | 7     |
| Lazio            | 2024–25          | 7         | 3         | 1     | 0    | 0          | 0          | 8     | 3     |
| Lazio            | Összesen         | 28        | 10        | 1     | 0    | 0          | 0          | 29    | 10    |
| Karrier összesen | Karrier összesen | 202       | 102       | 13    | 4    | 0          | 0          | 215   | 106   |

### A válogatottban
2018. szeptember 4-ével bezárólag
| Válogatott  | Szezon   | Mérk. | Gól |
| ----------- | -------- | ----- | --- |
| Olaszország |          |       |     |
| 2018        | 6        | 0     |     |
| 2024        | 1        | 0     |     |
| Összesen    | Összesen | 7     | 0   |

|     |                     |                                        |               |         |          |                      |
| Gól | Dátum               | Helyszín                               | Ellenfél      | Találat | Eredmény | Esemény              |
| 1   | 2018. február 28.   | Antonisz Papadopulosz Stadion, Lárnaka | Svájc         | –       | 3–0      | Ciprus-kupa          |
| 2   | 2018. március 2.    | GSZ Stadion, Lárnaka                   | Wales         | –       | 3–0      | Ciprus-kupa          |
| 3   | 2018. március 5.    | AEK Arena, Lárnaka                     | Finnország    | –       | 2–2      | Ciprus-kupa          |
| 4   | 2018. március 7.    | AEK Arena, Lárnaka                     | Spanyolország | –       | 0–2      | Ciprus-kupa          |
| 5   | 2018. április 6.    | CPSM Stadion, Chișinău                 | Moldova       | –       | 3–1      | 2019-es vb-selejtező |
| 6   | 2018. szeptember 4. | Stade Eneco, Leuven                    | Belgium       | –       | 1–2      | 2019-es vb-selejtező |
| 7   | 2024. október 25.   | Stadio Tre Fontane, Róma               | Málta         | –       | 5–0      | Barátságos mérkőzés  |

## Magánélete
Dietetikusként végzett az East Tennessee Állami Egyetemen. A sport mellett a Progetto Amore művészeti akadémiáján ének, tánc és színjátszást tanult. Korábban édesapja focizott, nővére Federica kosárlabdázó, nagyapja Severino Sella síelő pedig a mai napig is részt vesz korosztályos síversenyeken.